# Bryan Cheng
Pour les articles homonymes, voir Cheng.
Bryan Cheng, né en 1997, est un violoncelliste canadien.
En 2022, il est sixième lauréat du Concours musical international Reine Élisabeth de Belgique.
En 2023, il est lauréat du prix Virginia-Parker.